# Liste des maires de Langres
Cet article fait la liste des maires de Langres.

## Liste des maires de Langres depuis la Révolution
| Période   | Période   | Identité                                            | Étiquette    | Qualité |
| --------- | --------- | --------------------------------------------------- | ------------ | --- |
| 1580      | 1582      | Sébastien Valtier                                   |              | |
| 1582      | 1585      | Mathieu de Cirey                                    |              | |
| 1681      | 1683      | Antoine Humblot                                     |              | |
| 1683      | 1685      | Jean Marivetz                                       |              | |
| 1685      | 1687      | Nicolas Lambert                                     |              | |
| 1687      | 1689      | Jean Piot                                           |              | |
| 1689      | 1692      | Etienne Dumolinet                                   |              | |
| 1692      | 1693      | Antoine Humblot                                     |              | |
| 1693      | 1717      | Louis Boudrot                                       |              | |
| 1717      | 1723      | Etienne Delecey de Changey                          |              | |
| 1723      | 1724      | Jean Veron                                          |              | |
| 1724      | 1726      | Claude Boisselier de Courchamps                     |              | |
| 1726      | 1728      | François Mariet                                     |              | |
| 1728      | 1730      | Nicolas Piot                                        |              | |
| 1730      | 1732      | Jean-Marie Deserrey                                 |              | |
| 1732      | 1738      | Claude Le Vacher de Rombuisson                      |              | |
| 1738      | 1740      | Jean-Baptiste Delecey de Changey                    |              | |
| 1740      | 1744      | Nicolas Thibault                                    |              | |
| 1744      | 1747      | Jean-Marie Deserrey                                 |              | |
| 1747      | 1749      | Etienne Piot                                        |              | |
| 1749      | 1751      | Pierre Boudot                                       |              | |
| 1751      | 1753      | Claude Godard                                       |              | |
| 1753      | 1755      | Antoine Guyot                                       |              | |
| 1755      | 1758      | Jean-Louis Desserey                                 |              | |
| 1758      | 1760      | Claude Petitjean-Boudu                              |              | |
| 1760      | 1762      | Philippe de Valdonne                                |              | |
| 1762      | 1764      | Antoine Guyot                                       |              | |
| 1764      | 1766      | Nicolas de Sarrigny                                 |              | |
| 1766      | 1773      | Pierre Bizot                                        |              | |
| 1773      | 1777      | Simon Richard                                       |              | |
| 1777      | 1779      | Bernard Pechin                                      |              | |
| 1779      | 1783      | Claude Rivot                                        |              | |
| 1783      | 1785      | Jean-Baptiste Baudot                                |              | |
| 1785      | 1787      | Antoine Barrois                                     |              | |
| 1787      | 1789      | Guillaume Guyot de Saint-Michel                     |              | |
| 1789      | 1791      | Nicolas Jannard                                     |              | |
| 1791      | 1792      | Joseph-Claude Drevon                                |              | |
| 1792      | 1794      | Bernard Varaigne                                    |              | |
| 1794      | 1796      | Nicolas Humblot                                     |              | |
| 1796      | 1797      | Nicolas Daguin                                      |              | |
| 1797      | 1797      | François-Simon Richard de Foulon                    |              | |
| 1797      | 1798      | Nicolas Barbier                                     |              | |
| 1798      | 1799      | Jean-Louis Jayet-Aubert                             |              | |
| 1799      | 1799      | François-Charles Henryot                            |              | |
| 1799      | 1800      | François-Nicolas Lefebvre                           |              | |
| 1800      | 1808      | Claude Petitot                                      |              | |
| 1808      | 1812      | George Humblot                                      |              | |
| 1812      | 1814      | Guillaume-Augustin-Jean-Marie Guyot de Saint Michel |              | |
| 1814      | 1815      | Jean-Claude Henry de Chamblay                       |              | |
| 1815      | 1816      | Guillaume-Augustin-Jean-Marie Guyot de Saint Michel |              | |
| 1816      | 1825      | Antoine-Jean-Baptiste-Marie Philpin de Rivière      |              | |
| 1825      | 1831      | Claude-Marie-Anne Henryot                           |              | |
| 1831      | 1847      | Jean-Baptiste Aubert                                |              | |
| 1847      | 1848      | Auguste-Alfred Couvreux                             |              | |
| 1848      | 1850      | Antoine-Victor Gillot                               |              | |
| 1850      | 1851      | Joseph Génuyt                                       |              | |
| 1851      | 1859      | Pierre-Marie Brocard                                |              | |
| 1859      | 1867      | Pierre-Marie Durand                                 |              | Avocat Conseiller général (1852-1867) |
| 1867      | 1870      | Henry Demongeot de Confévron                        |              | |
| 1870      | 1870      | Antoine-Victor Gillot                               |              | |
| 1870      | 1871      | Charles Dupré                                       |              | |
| 1871      | 1878      | François-Camille Maranget                           |              | |
| 1878      | 1881      | Léon-Alexandre Gardiennet                           |              | |
| 1881      | 1888      | Jean Darbot                                         | Rad.         | Vétérinaire Sénateur de la Haute-Marne (1888-1920) Conseiller général (1872-1921) Président du conseil général de la Haute-Marne (1898-1906) |
| 1888      | 1900      | Léon Mougeot                                        |              | |
| 1900      | 1911      | Émile Wilhélem                                      |              | |
| 1911      | 1919      | Victor Viennot                                      |              | |
| 1919      | 1924      | Arthur Maranget                                     |              | |
| 1924      | 1929      | Alfred Viard                                        |              | |
| 1929      | 1932      | Émile Gagnot                                        |              | |
| 1932      | 1935      | Valentin Véchambre                                  |              | |
| 1935      | 1941      | Édouard Dessein                                     | RG           | Avocat Député de la Haute-Marne (1914-1928) Conseiller général (1921-1931)                                                                   |
| 1941      | 1941      | Rivé                                                |              | |
| 1941      | mars 1959 | Charles Beligné                                     | DVD          | Coutelier Conseiller général (1945-1955) Président du conseil général de la Haute-Marne (1951-1955)                                          |
| mars 1959 | mars 1977 | Jean Favre                                          | UDR puis RPR | Gérant de sociétés Conseiller général (1961-1992) Député de la 1re circonscription de la Haute-Marne (1967-1978)                             |
| mars 1977 | mars 2001 | Guy Baillet                                         | PS           | Administrateur Conseiller régional de Champagne-Ardenne                                                                                      |
| mars 2001 | mars 2008 | Christian Nolot                                     | DVG          | Principal de collège |
| mars 2008 | mars 2014 | Didier Loiseau                                      | UMP          | Gastro-entérologue Président de la CCEL (2008-2013)                                                                                          |
| mars 2014 | juin 2020 | Sophie Delong                                       | UMP-LR       | Médecin du travail |
| juin 2020 | En cours  | Anne Cardinal                                       | PS           | Cadre de santé Conseillère départementale du canton de Langres (2015-2021)                                                                   |

## Liste des maires de Langres pendant l'Ancien Régime
- 1580 : Sébastien Valtier
- 1582 : Mathieu De Cirey
- 1585 : Philibert Delecey
- 1586 : Jean Roussat
- 1592 : Jean Roussat
- 1593 : François Milleton
- 1596 : Nicolas Sauvage
- 1597 : Edme Dacier
- 1599 : Jean Roussat
- 1601 : Jean d'Hémery
- 1607 : Antoine Plusbel
- 1613 : Christophe Delecey
- 1617 : Etienne Voinchet
- 1620 : François Valtier
- 1623 : Jean Piétrequin
- 1626 : Etienne Voinchet
- 1629 : Jean Girault
- 1631 : Philibert Pietrequin
- 1635 : Jean-Baptiste Blondel
- 1637 : Jean Letondeur
- 1639 : Antoine Mugnier
- 1642 : Jean Letondeur
- 1644 : Simon Deserrey
- 1646 : Claude Piot
- 1648 : Simon Deserrey
- 1650 : Claude Piot
- 1651 : Etienne Voinchet fils
- 1653 : Claude Deserrey
- 1655 : Antoine Girard
- 1657 : Hubert Méat
- 1659 : Claude Deserrey
- 1662 : Antoine Girard
- 1664 : Jean Simonnet
- 1666 : Claude Girard
- 1668 : Jean Marivetz
- 1670 : Jean Simonet
- 1672 : Claude Desserrey
- 1674 : François Dumolinet
- 1676 : Antoine Gousselin
- 1678 : François Dumoulinet
- 1680 : Pierre Maignien
- 1681 : Antoine Humblot
- 1683 : Jean Marivetz
- 1685 : Nicolas Lambert
- 1687 : Jean Piot
- 1690 : Etienne Dumolinet
- 1692 : Jean-Baptiste Véron
- 1692 : Louis Boudrot
- 1717 : Etienne Delecey
- 1718 : Jean Plusbel
- 1723 : Jérôme Véron
- 1724 : Claude Boisselier de Courchamps
- 1726 : Claude-François Mariet
- 1728 : Nicolas Piot
- 1730 : Jean-Marie Desserrey
- 1732 : Gabriel Louot
- 1735 : Claude Le Vacher de Rombuisson
- 1738 : Jean-Baptiste Delecey de Changey
- 1740 : Nicolas Thibault
- 1744 : Jean-Marie Desserey
- 1747 : Piot Etienne
- 1749 : Bouchu Pierre
- 1751 : Claude Godard
- 1753 : Antoine Guyot
- 1755 : Jean-Louis Desserrey
- 1758 : Claude Petitjean-Baudiot
- 1760 : Philippe Gaucher de Valdonne
- 1762 : Antoine Guyot
- 1764 : Nicolas Barrois de Sarrigny
- 1766 : Pierre Bizot
- 1773 : Richard François-Simon
- 1777 : Jean-Cl.-Bernard Pechin
- 1779 : Marie-Ant.-Bern.-Cl. Rivot
- 1783 : Antoine Barrois de Germaine
- 1785 : Jean-Baptiste Baudot de Ville
- 1787 : Guillaume Guyot de Saint-Michel
- 1789 : Nicolas Jannard